# Fort William (Escòcia)

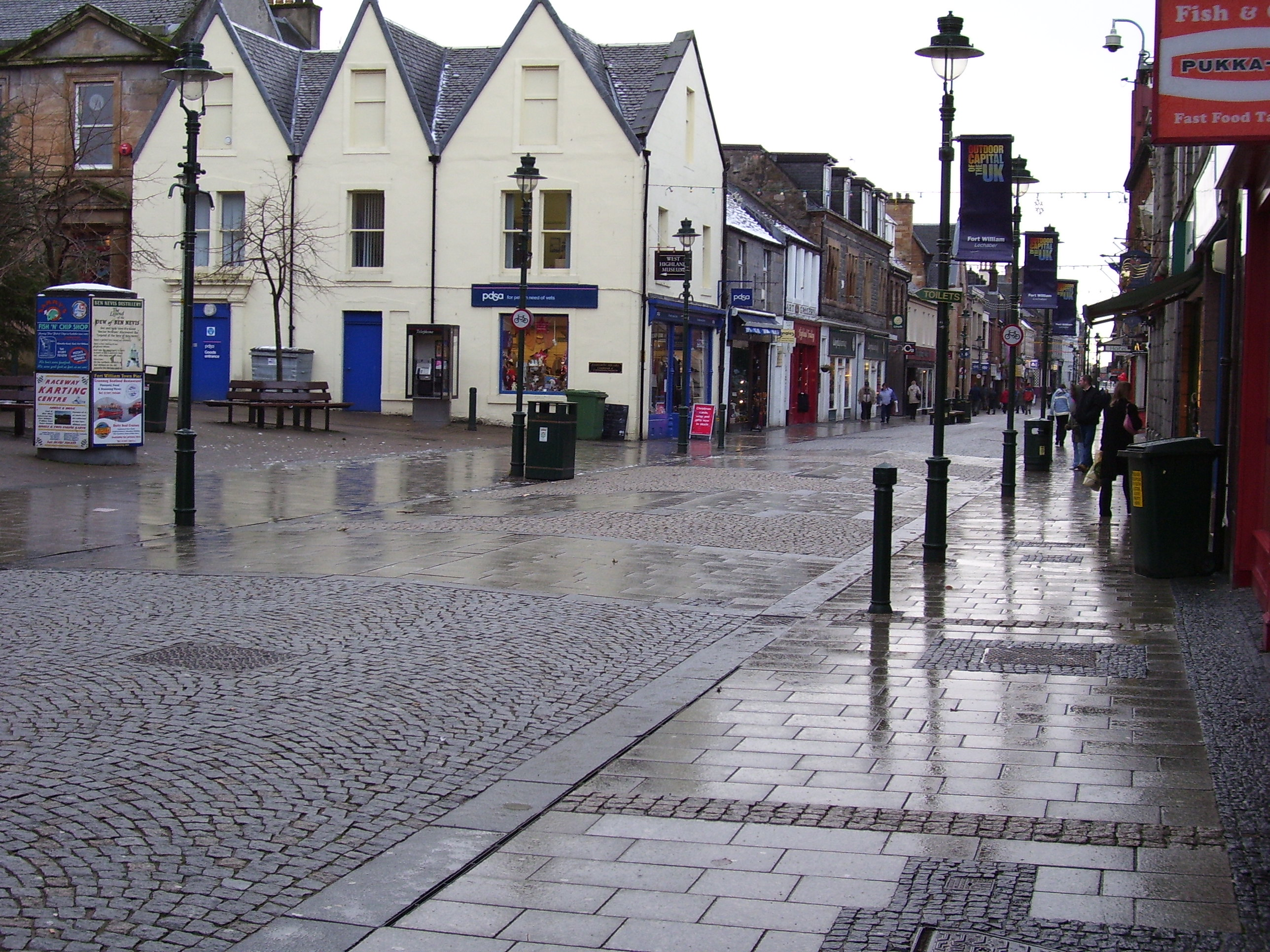
Carrer principal de Fort William.

Fort William (gaelic escocès: An Gearasdan) és una vila del nord-oest d'Escòcia, situada al costat del Loch Linnhe (el loch més llarg d'Escòcia) i el Loch Eil en l'antic districte de Lochaber. Forma part del consell dels Highlands. La vila està a les desembocadures dels rius Lochy i Nevis. Per altra banda, Fort William és la vila més propera al Ben Nevis, la muntanya més alta del Regne Unit i base/final de West Highland Way (Milngavie-Fort William) i de la Great Glen Way (Fort William-Inverness), dues rutes molt usades pels esportistes.

## Població
Segons el cens de 2001, la població de Fort William és de 9.908 habitants, i per això és la vila més gran dels Highlands i la segona localitat més gran després de la ciutat d'Inverness. La majoria de la població (88,38%), són nascuts a Escòcia, per sobre de la mitjana escocesa del 87,15%. El 7,74% de la població són nascuts a Anglaterra, per sota de la mitjana escocesa del 8,08%. El Gaèlic escocès és parlat pel 5,15% dels habitants de Fort William, molt més que la mitjana escocesa d'1,16%.

## Nom i Història
Des de 1690, Fort William porta el nom anglès del rei Guillem III d'Anglaterra, però la fortalesa va ser construïda abans, contra la invasió d'Escòcia per l'anglès Oliver Cromwell.
Hi havia un projecte a desenvolupar el passeig marítim de Fort William amb cases, oficines, hotels, una biblioteca i tendes, amb un cost de 80.000.000 de lliures esterlines. Va ser abandonat a l'abril del 2010.
La vila és àmpliament coneguda pel fet de ser el centre neuràlgic de la competició motociclista fora d'asfalt més antiga del món, els Sis Dies d'Escòcia de Trial.

## Transport
Una línia de transbordadors creua el Loch Linnhe i enllaça Fort Wililam amb el poble de Camusnugaul. La carretera A82 està al costat de la vila.